# Grande Prêmio do Brasil de 1998
Resultados do Grande Prêmio do Brasil de Fórmula 1 realizado em Interlagos em 29 de março de 1998. Foi a segunda etapa da temporada e teve como vencedor o finlandês Mika Häkkinen, que subiu ao pódio junto a David Coulthard numa dobradinha da McLaren-Mercedes, com Michael Schumacher em terceiro pela Ferrari.

## Classificação da prova

### Treino oficial
| Pos.                      | Nº | Piloto                | Construtor          | Tempo    | Diferença |
| ------------------------- | -- | --------------------- | ------------------- | -------- | --------- |
| 1                         | 8  | Mika Häkkinen         | McLaren-Mercedes    | 1:17.092 |           |
| 2                         | 7  | David Coulthard       | McLaren-Mercedes    | 1:17.757 | + 0.665   |
| 3                         | 2  | Heinz-Harald Frentzen | Williams-Mecachrome | 1:18.109 | + 1.017   |
| 4                         | 3  | Michael Schumacher    | Ferrari             | 1:18.250 | + 1.158   |
| 5                         | 6  | Alexander Wurz        | Benetton-Playlife   | 1:18.261 | + 1.169   |
| 6                         | 4  | Eddie Irvine          | Ferrari             | 1:18.449 | + 1.357   |
| 7                         | 5  | Giancarlo Fisichella  | Benetton-Playlife   | 1:18.652 | + 1.560   |
| 8                         | 10 | Ralf Schumacher       | Jordan-Mugen/Honda  | 1:18.735 | + 1.643   |
| 9                         | 11 | Olivier Panis         | Prost-Peugeot       | 1:18.753 | + 1.661   |
| 10                        | 1  | Jacques Villeneuve    | Williams-Mecachrome | 1:18.761 | + 1.669   |
| 11                        | 9  | Damon Hill            | Jordan-Mugen/Honda  | 1:18.988 | + 1.896   |
| 12                        | 12 | Jarno Trulli          | Prost-Peugeot       | 1:19.069 | + 1.977   |
| 13                        | 18 | Rubens Barrichello    | Stewart-Ford        | 1:19.344 | + 2.252   |
| 14                        | 15 | Johnny Herbert        | Sauber-Petronas     | 1:19.375 | + 2.283   |
| 15                        | 14 | Jean Alesi            | Sauber-Petronas     | 1:19.449 | + 2.357   |
| 16                        | 19 | Jan Magnussen         | Stewart-Ford        | 1:19.644 | + 2.552   |
| 17                        | 21 | Toranosuke Takagi     | Tyrrell-Ford        | 1:20.203 | + 3.111   |
| 18                        | 22 | Shinji Nakano         | Minardi-Ford        | 1:20.390 | + 3.298   |
| 19                        | 23 | Esteban Tuero         | Minardi-Ford        | 1:20.459 | + 3.367   |
| 20                        | 17 | Mika Salo             | Arrows              | 1:20.481 | + 3.389   |
| 21                        | 20 | Ricardo Rosset        | Tyrrell-Ford        | 1:20.748 | + 3.656   |
| 22                        | 16 | Pedro Paulo Diniz     | Arrows              | 1:20.847 | + 3.755   |
| Limite dos 107%: 1:22.488 |    |                       |                     |          |           |
| Fonte:                    |    |                       |                     |          |           |

### Corrida
| Pos    | Nº | Piloto                | Equipe              | Voltas | Tempo/Diferença      | Grid | Pontos     |
| ------ | -- | --------------------- | ------------------- | ------ | -------------------- | ---- | ---------- |
| 1      | 8  | Mika Häkkinen         | McLaren-Mercedes    | 72     | 1:37:11.747          | 1    | 10         |
| 2      | 7  | David Coulthard       | McLaren-Mercedes    | 72     | + 1.102              | 2    | 6          |
| 3      | 3  | Michael Schumacher    | Ferrari             | 72     | + 1:00.550           | 4    | 4          |
| 4      | 6  | Alexander Wurz        | Benetton-Playlife   | 72     | + 1:07.453           | 5    | 3          |
| 5      | 2  | Heinz-Harald Frentzen | Williams-Mecachrome | 71     | + 1 volta            | 3    | 2          |
| 6      | 5  | Giancarlo Fisichella  | Benetton-Playlife   | 71     | + 1 volta            | 7    | 1          |
| 7      | 1  | Jacques Villeneuve    | Williams-Mecachrome | 71     | + 1 volta            | 10   |            |
| 8      | 4  | Eddie Irvine          | Ferrari             | 71     | + 1 volta            | 6    |            |
| 9      | 14 | Jean Alesi            | Sauber-Petronas     | 71     | + 1 volta            | 15   |            |
| 10     | 19 | Jan Magnussen         | Stewart-Ford        | 70     | + 2 voltas           | 16   |            |
| DSQ    | 9  | Damon Hill            | Jordan-Mugen/Honda  | 70     | Desclassificado      | 11   | [ nota 2 ] |
| 11     | 15 | Johnny Herbert        | Sauber-Petronas     | 67     | Cansaço físico       | 14   |            |
| Ret    | 11 | Olivier Panis         | Prost-Peugeot       | 63     | Motor                | 9    |            |
| Ret    | 18 | Rubens Barrichello    | Stewart-Ford        | 56     | Câmbio               | 13   |            |
| Ret    | 20 | Ricardo Rosset        | Tyrrell-Ford        | 52     | Câmbio               | 21   |            |
| Ret    | 23 | Esteban Tuero         | Minardi-Ford        | 44     | Acelerador           | 19   |            |
| Ret    | 16 | Pedro Paulo Diniz     | Arrows              | 26     | Câmbio               | 22   |            |
| Ret    | 21 | Toranosuke Takagi     | Tyrrell-Ford        | 19     | Motor                | 17   |            |
| Ret    | 17 | Mika Salo             | Arrows              | 18     | Motor                | 20   |            |
| Ret    | 12 | Jarno Trulli          | Prost-Peugeot       | 17     | Bomba de combustível | 12   |            |
| Ret    | 22 | Shinji Nakano         | Minardi-Ford        | 3      | Spun Off             | 18   |            |
| Ret    | 10 | Ralf Schumacher       | Jordan-Mugen/Honda  | 0      | Spun Off             | 8    |            |
| Fonte: |    |                       |                     |        |                      |      |            |

## Tabela do campeonato após a corrida
| Pos. | Piloto                | Pontos |
| ---- | --------------------- | ------ |
| 1    | Mika Häkkinen         | 20     |
| 2    | David Coulthard       | 12     |
| 3    | Heinz-Harald Frentzen | 6      |
| 4    | Michael Schumacher    | 4      |
| 5    | Eddie Irvine          | 3      |

| Pos. | Construtor          | Pontos |
| ---- | ------------------- | ------ |
| 1    | McLaren-Mercedes    | 32     |
| 2    | Williams-Mecachrome | 8      |
| 3    | Ferrari             | 7      |
| 4    | Benetton-Playlife   | 4      |
| 5    | Sauber-Petronas     | 1      |

- Nota: Somente as primeiras cinco posições estão listadas.